# Kanchanpur
Kanchanpur là một thị trấn thống kê (census town) của quận Dhalai thuộc bang Tripura, Ấn Độ.

## Nhân khẩu
Theo điều tra dân số năm 2001 của Ấn Độ, Kanchanpur có dân số 7678 người. Phái nam chiếm 52% tổng số dân và phái nữ chiếm 48%. Kanchanpur có tỷ lệ 83% biết đọc biết viết, cao hơn tỷ lệ trung bình toàn quốc là 59,5%: tỷ lệ cho phái nam là 86%, và tỷ lệ cho phái nữ là 79%. Tại Kanchanpur, 10% dân số nhỏ hơn 6 tuổi.